# Mirnij (Arhangelszki terület)
Mirnij (oroszul: Мирный) város Oroszország Arhangelszki területén. A Pleszeck űrrepülőteret kiszolgáló település.
A települést 1957-ben hozták létre az interkontinentális ballisztikus rakétákat összeszerelő bázist kiszolgáló lakótelepként. 1966-tól viseli a Mirnij nevet. A rakétaösszeszerelő bázison alakították ki később a Pleszeck űrrepülőteret. Mirnij 1966 óta zárt város.

## Népessége
Népessége: 30 502 (2002); 29 629 fő (2005); 30 280 fő (a 2010. évi népszámláláskor).
| Lakosok száma | 31 500 | 30 600 | 30 500 | 27 178 | 30 135 | 30 631 | 32 066 | 31 704 | 32 894 | 27 174 |
|               | 1996   | 2000   | 2003   | 2009   | 2011   | 2013   | 2015   | 2018   | 2020   | 2023   |

## Külső hivatkozások
- Mirnij nem hivatalos honlapja

1. ↑  https://rosstat.gov.ru/compendium/document/13282 (orosz nyelven). Orosz Szövetségi Állami Statisztikai Hivatal, 2023. július 31.
2. ↑  A 2010. évi népszámlálás adatai (pdf). Oroszország statisztikai hivatala. [2013. május 23-i dátummal az eredetiből archiválva].